# الجدول الزمني للذكاء الاصطناعي
قرية شهرناز بعد 100 سنه

## العصور القديمة والكلاسيكية والعصور الوسطى
العصور القديمة
- دمجت الأساطير اليونانية لهيفيستوس وبجماليون فكرة الأوتوماتا الذكية (مثل طالوس) والكائنات الاصطناعية (مثل غالاتيا وباندورا).[1]
- كان يُعتقد أن التماثيل الميكانيكية المقدسة التي بُنيت في مصر واليونان قادرة على الحكمة والعاطفة. كتب هرمس الهرامسة "لديهم حسٌ وروحٌ... من خلال اكتشاف الطبيعة الحقيقية للآلهة، تمكن الإنسان من إعادة إنتاجها".[2]

القرن العاشر قبل الميلاد
- قدم يان شي للملك مو من سلالة زو رجالًا ميكانيكيين كانوا قادرين على تحريك أجسادهم بشكلٍ مستقل.[3]

384 قبل الميلاد–322 قبل الميلاد
- وصف أرسطو القياس، وهو أسلوبٌ للتفكير الشكلي والميكانيكي، في كتابه "أورغانون".[4][5][6] كما وصف أرسطو تحليل الوسائل والغايات (خوارزميةٌ لِلتخطيط) في كتابِه "الأخلاق النيقوماخية"، وهي نفس الخوارزمية التي استخدمها مُحلل المشاكل العام لنيويل وسيمون (1959).[7]

القرن الثالث قبل الميلاد
- اخترع كتيسبيوس ساعة مائية ميكانيكية مزودة بمنبه. وكان هذا أول مثال لآلية التغذية الراجعة.[بحاجة لمصدر]

القرن الأول
- ابتكر هيرو الإسكندري رجالًا ميكانيكيين وآلات تشغيل ذاتية أخرى.[8] وأنتج مسرح آلي وهو ما يمكن أن يكون "أول آلة عملية قابلة للبرمجة في العالم".[9]

260
- كتب فرفوريوس الصوري كتاب إيساغوجي الذي صنف المعرفة والمنطق، بما في ذلك رسم لما سيُطلق عليه لاحقًا "شبكة دلالية".[10]

حوالي عام 800
- طور جابر بن حيان النظرية الخيميائية العربية الصارمة، وهي الخلق الاصطناعي للحياة في المختبر، وصولاً إلى إنسان الحياة.[11]

القرن التاسع
- ابتكر بنو موسى آلة موسيقية قابلة للبرمجة موصوفة في كتابهم للأجهزة المبتكرة: فلوت يعمل بالبخار يتم التحكم فيه بواسطة برنامج يمثله دبابيس على أسطوانة دوارة.[12] كانت هذه "ربما أول آلة مزودة ببرنامج حاسوبي مخزن".[9]
- كتب محمد بن موسى الخوارزمي كتبًا مدرسية تحتوي على طرق دقيقة خطوة بخطوة في الحساب والجبر، والتي كانت مستخدمة في الإسلام والهند وأوروبا حتى القرن السادس عشر. كلمة "خوارزمية" مشتقة من اسمه.[13]

1206
- قام الجزري بإنشاء أوركسترا قابلة للبرمجة من الميكانيكيين.[14]

1275
- اخترع رامون لول، عالم اللاهوت المايوركي، أداة Ars Magna، وهي أداة لدمج المفاهيم ميكانيكيًا استنادًا إلى أداة فلكية عربية، وهي علم الزائرجة. وصف لول آلاته بأنها كيانات ميكانيكية يمكنها الجمع بين الحقيقة الأساسية والحقائق لإنتاج المعرفة المتقدمة. تم تطوير الطريقة بشكل أكبر من قبل غوتفريد لايبنتس في القرن السابع عشر.[15]

~1500
- زعم باراسيلسوس أنه خلق رجلاً اصطناعيًا من المغناطيسية والحيوانات المنوية والكيمياء.[16]

~1580
- يُقال أن الحاخام يهوذا بن لو بتسلئيل من براغ قد اخترع الغوليم، وهو رجل من الطين أُعيد إلى الحياة.[17]

## روابط خارجية
- "The history of artificial intelligence: Complete AI timeline"، Enterprise AI، TechTarget، 16 أغسطس 2023، مؤرشف من الأصل في 2023-08-17، اطلع عليه بتاريخ 2024-10-16
- "Brief History (timeline)"، AI Topics، Association for the Advancement of Artificial Intelligence، مؤرشف من الأصل في 2015-01-11، اطلع عليه بتاريخ 2024-10-16